# Scarabaeus vicinus
Scarabaeus vicinus là một loài bọ cánh cứng trong họ Bọ hung (Scarabaeidae).